# Старицький Михайло Федорович
Старицький Михайло Федорович (1957—2014) — радянський і український композитор, скрипаль.

## Біографія
Народився 5 жовтня 1957 року у місті Луганську (у минулому Ворошиловград).
Батько — Старицький Федор Тихонович (1914—1984) — був музикантом, диригентом, керував оркестром народних інструментів. На момент народження сина був директором Ворошиловградського обласного музично-драматичного театру ім. Островського. Мати — Старицька (уроджена Будюкова) Валентина Олександрівна (1928—1992) — інженер — будівник.
Член Національної Спілки композиторів України, Спілки композиторів Москви та Німецької Спілки Композиторів.
Музикою займався з 6 років. У 1976 році закінчив Луганське музичне училище по класу скрипки.
Працював у симфонічному оркестрі Луганської обласної філармонії скрипалем у групі перших скрипок.
Після служби у армії (1976—1978) був прийнятий до Київської Державної Консерваторії ім. П. І. Чайковського (сьогодні — Національна Музична Академія України), яку закінчив по класу композиції у 1984 році.
З 1984 по 1991 рік працював редактором у видавництві «Музична Україна». З 1988 року займав посаду заступника головного редактора видавництва та посаду провідного фахівця.
У 1991 році почав працювати музичним редактором на Київській кіностудії художніх фільмів ім. А. П. Довженко.
Займався теорією музики, зокрема музикою чисел (дослідження не опубліковане), філософією, писав прозу, вірші. Його оповідання «Одаліск Пєтников» був надрукований у часописі «Крещатик» № 1, у 1998 році.
Брав участь у Фестивалі «Музичні прем'єри сезону» (Київ) в 1990, 1996 році.
У 1998 році переїхав до Москви, де працював на посаді головного бібліотекаря у відділі нотних видань і звукозаписів в Російській Державній Бібліотеці (РДБ).
У 2005 році разом з другою родиною покинув країну і переїхав на місце проживання у Німеччину.
Раптово помер 9 квітня 2014 року. Похований на Центральному кладовищі міста Франкфурт-на-Майні.

## Фільмографія
- «Двійник» (1995, музичне оформлення)

Композитор:
- «Сіроманець» (1989)
- «Ніагара» (1991; фільм отримав Приз глядачевих уподобань на Київському міжнародному кінофестивалі «Молодість» у 1991 році)
- «Тарас Шевченко. Заповіт» (1992—1997, 9 серій)
- «Ну, ти і відьма!» (1992)
- «Заручники страху» (1993)
- «Поет і княжна» (1999)

## Твори
Для симфонічного оркестру:
- «Присвячення Йозефу Гайдну» (Симфонія)
- «Симфонічний этюд»

Для камерного оркестру:
- Камерна симфонія для струнного оркестру
- «Summa Elegie» для струнного оркестру
- "Маленька сюїта № 1"для струнного оркестру
- "Маленька сюїта № 2"для струнного оркестру
- «Післямова»: п'єса для трьох флейт, гобоя, фортеп‘яно и низьких струнних[7]
- Дві п‘єси для флейты, гобоя, кларнета, фагота, фортеп‘яно та струнних інструментів:[8]

1. «Наче дивишся ти крізь старе скло»
2. «Політ білого птаха зі сну»

- «Hic et nunc»: п‘єса для 4-х тромбонів, фортеп‘яно та струнного оркестру

Капричіо:
- Капричіо № 1 для гобоя, струнних та дзвіночків
- Капричіо № 2 для баритона, флейти, скрипки, віолончелі, фортеп‘яно и колокольчиков (за поезію О. Пушкіна)
- Капричіо № 3 для флейти та струнних
- Капричіо № 4 для тенора, двох скрипок, альта, віолончелі и контрабаса (на текст Ж. Дерріда)
- Капричіо № 5 для духових інструментів[9]

Для камерного ансамблю:
- Септет для кларнета, фагота, валторни, скрипки, альта, віолончелі та контрабаса
- Струнні квартети №-№ 1, 2, 3, 4 ("Три графеми ")
- Тріо для скрипки, віолончелі и фортеп‘яно
- «Краєвид» для 11 інструментів
- «Нічна п‘єса» для флейти, гобоя, кларнета, фагота, валторни та арфи
- «Ekloge» для флейти, гобоя, кларнета, фагота та валторни
- "Прелюдія, фуга та забутий капелюх мисливця "для флейти, гобоя, фагота та челести
- «Передчуття» для двох скрипок, альта, віолончелі та контрабасу
- "Quo Vadis? "для флейти, гобою, скрипки, альта та віолончелі
- "Litanei "для флейти, кларнета, фагота та контрабасу
- Прелюдія та три постлюдії для флейти, кларнета та віолончелі
- Соната для скрипки и фортеп‘яно
- «Лігейя» для скрипки и фортеп‘яно
- Три прелюдії для скрипки и фортеп‘яно
- Дві пєсы для альта та фортеп‘яно
- «Psalmus sine verbi» для п‘яти віолончелій
- Соната для віолончелі та фортеп‘яно
- "Присвячення Якобу Ленцу "для віолончелі и фортеп‘яно
- Три ескіза для гобоя и фортеп‘яно

Твори для хора
- «Диптих за поезію Артюра Рембо»
- «Триптих за поезію Лесі Українки»
- «Vivre encore» (за поезію Жуля Суперв‘єля)
- «Сад» (за поезію Володимира Свідзінського)

Твори для голосу та фортеп'яно
- «Пять віршів Анни Ахматовой» для меццо-сопрано та фортеп‘яно
- «Пять віршів Євгена Баратинського» для баритона и фортеп‘яно
- «Біле Різдво» (на вірш Василя Голобородька) для баритона та фортепяно

Твори для фортепіано:
- Сонати № 1, 2, 3
- Сонатіна
- П'єса для фортепіано
- «Присвячення патафізикам» (для двох фортепіано)